# HD147359
HD147359 — хімічно пекулярна зоря спектрального класу
B4 й має видиму зоряну величину в смузі V приблизно  9,6.

## Пекулярний хімічний склад
Зоряна атмосфера HD147359 має підвищений вміст 
Si
.